# S6 (Polen)
De S6 of Droga ekspresowa S6 is een in Polen geplande snelweg van Szczecin naar Gdańsk. De totale lengte van de weg is circa 420 kilometer die vrijwel parallel aan de Oostzee loopt. De weg is gekenmerkt als expresweg en ligt in het verlengde van de A6. De weg zal na geplande gereedstelling onderdeel zijn van de Europese weg 28.

## Secties
| Sectie                                    | Lengte   | Bouwtijd  | Kosten                               | Status |
| ----------------------------------------- | -------- | --------- | ------------------------------------ | --- |
| Szczecin Tczewska - Goleniów Północ       | 24.6 km  | 1976-1979 | –                                    | Valt samen met de S3, aanbesteding voor reconstructie loopt.                                                     |
| Goleniów Północ - Nowogard Zachód         | 19.2 km  | 2015–2019 | 344 miljoen złoty (86 miljoen euro)  | Gereedstelling 8 april 2019.                                                                                     |
| Nowogard Zachód - Nowogard Wschód         | 9.4 km   | 2010–2011 | 228 miljoen złoty (54 miljoen euro)  | Gereedstelling 22 december 2011.                                                                                 |
| Nowogard Wschód - Płoty                   | 19.6 km  | 2015–2019 | 390 miljoen złoty (98 miljoen euro)  | Gereedstelling 31 oktober 2019.                                                                                  |
| Płoty - Kiełpino                          | 14.2 km  | 2015–2019 | 254 miljoen. złoty (64 miljoen euro) | Gereedstelling 30 september 2019.                                                                                |
| Kiełpino - Kołobrzeg Zachód               | 24.1 km  | 2015–2019 | 455 miljoen złoty (114 miljoen euro) | Gereedstelling 30 september 2019.                                                                                |
| Kolobrzeg Zachód - Ustronie Morskie       | 14.7 km  | 2015–2019 | 343 miljoen złoty (86 miljoen euro)  | Gereedstelling 10 oktober 2019.                                                                                  |
| Ustronie Morskie - Bielice (Koszalin S11) | 25.1 km  | 2015–2019 | 437 miljoen złoty (109 miljoen euro) | Gereedstelling 10 oktober 2019.                                                                                  |
| Bielice (Koszalin S11) - Słupsk           | 66.1 km  | –         | –                                    | Aanbesteed |
| Słupsk rondweg                            | 16,3 km  | 2008−2010 | 351 miljoen złoty (86 miljoen euro)  | Geopend op 26 oktober 2010. Gebouwd als eenbaans weg. Aanbesteding voor uitbreiding naar een tweebaansweg loopt. |
| Słupsk - Gdynia                           | 105.5 km | –         | –                                    | Aanbesteed |
| Rondweg Driestad II (vlakbij Żukowo)      | 32.7 km  | –         | –                                    | Aanbesteed |
| Rondweg Driestad                          | 38.6 km  | 1973–2008 | –                                    | In fases |

A1 · A2 · A4 · A6 · A8 · A18 · A50
S1 · S2 · S3 · S5 · S6 · S7 · S8 · S10 · S11 · S12 · S14 · S16 · S17 · S19 · S22 · S50 · S51 · S52 · S61 · S74 · S79 · S86
DK1 · DK2 · DK3 · DK4 · DK5 · DK6 · DK7 · DK8 · DK9 · DK10 · DK11 · DK12 · DK13 · DK14 · DK15 · DK16 · DK17 · DK18 · DK19 · DK20 · DK21 · DK22 · DK23 · DK24 · DK25 · DK26 · DK27 · DK28 · DK29 · DK30 · DK31 · DK32 · DK33 · DK34 · DK35 · DK36 · DK37 · DK38 · DK39 · DK40 · DK41 · DK42 · DK43 · DK44 · DK45 · DK46 · DK47 · DK48 · DK49 · DK50 · DK51 · DK52 · DK53 · DK54 · DK55 · DK56 · DK57 · DK58 · DK59 · DK60 · DK61 · DK62 · DK63 · DK64 · DK65 · DK66 · DK67 · DK68 · DK69 · DK70 · DK71 · DK72 · DK73 · DK74 · DK75 · DK76 · DK77 · DK78 · DK79 · DK80 · DK81 · DK82 · DK83 · DK84 · DK85 · DK86 · DK87 · DK88 · DK89 · DK90 · DK91 · DK92 · DK93 · DK94 · DK95 · DK96 · DK97 · DK98